# Nøglehulsmærket
Nøglehulsmærket er et fælles nordisk ernæringsmærke.
For at få "nøglehullet" på en fødevare skal den leve op til krav om mange kostfibre og med mindre indhold af fedt, mættet fedt, sukker og salt. Kun fødevarer, der opfylder kravene og dermed bidrager til en sund kost, kan blive Nøglehulsmærket. Slik, is, sodavand og lignende varer kan derfor ikke blive mærket.
Mærket blev introduceret 17. juni 2009, men har været i brug i Sverige siden 1989.
Fødevarer, der kan få Nøglehullet, er inddelt i 33 kategorier indenfor 11 produktgrupper:
- Dressinger og saucer
- Fisk og skaldyr
- Færdigretter
- Grød, brød og pasta
- Grønsager, frugt, bær og nødder
- Kød og kødprodukter
- Madfedt og olier
- Mel, gryn og ris
- Mælk og syrnede produkter
- Ost
- Vegetabilske produkter

I Danmark findes flere end 2000 varer mærket med Nøglehullet.
Opskrifter kan også mærkes med Nøglehullet, hvis de lever op til kravene.
Spisesteder har kunnet blive certificeret med Nøglehullet med mærket Nøglehullet på spisesteder. Denne ordning er dog under afvikling og nedlægges pr. 1. januar 2018. Spisesteder der ønsker at markedsføre sig som sundere, kan bruge Måltidsmærket, som er erstatningen for Nøglehullet på spisesteder. 